# 傑佛遜 (德克薩斯州)
傑佛遜（英語：Jefferson）是一個位於美國德克薩斯州馬里昂縣的城市。根據2010年美國人口普查，該地共人口2024人，而該地的面積約為11.40平方千米。同時該地也是馬里昂縣的縣治。

## 地理
傑佛遜的座標為32°45′40″N 94°20′58″W / 32.76111°N 94.34944°W，而該地的平均海拔高度為59米（即194英尺）。